# Лисьи Горки (Старорусский район)
Ли́сьи Го́рки — деревня в Старорусском муниципальном районе Новгородской области, в составе Новосельского сельского поселения.
Расположена на левом берегу реки Порусья, к югу от Старой Руссы. На противоположном — правом берегу реки находятся деревни Нагаткино и Марфино. Через Нагаткино и Марфино проходит автодорога Р51 (Шимск — Старая Русса — Поддорье — Холм — Локня — Великие Луки — Невель). Площадь территории деревни Лисьи Горки 10,8 га.
В Новгородской земле эта местность относилась к Шелонской пятине. Деревня была впервые упомянута в писцовых книгах пятины 1498 года. В Новгородской губернии деревня в Старорусском уезде, затем с 1927 года в Старорусском районе Ленинградской области, а с 1944 года в Новгородской области.

## Население
| 2010 | 2011 |
| ---- | ---- |
| 6    | ↗8   |